# 柏林波茨坦广场车站
柏林波茨坦广场站（德語：Bahnhof Berlin Potsdamer Platz）是德国首都柏林市中心的一座地下铁路车站，毗邻波茨坦广场。它由一个区域铁路部分和一个快铁部分组成。区域车站（在营运上仅被视为停车点）地处2006年通车的南北干线铁路的隧道内，可连接至柏林火车总站。这是柏林轨道交通“蘑菇方案”的一部分。其旁边的是快铁车站，后者早在1939年便成为柏林南北隧道的组成部分投入营运。
如今波茨坦广场车站的南部是在1945年战争结束前关闭的波茨坦长途车站及其两座附属站。快铁车站的东侧则是波茨坦广场地铁站。在区域车站内新建另一座地铁站的计划已被纳入议事日程。

## 历史

### 长途车站

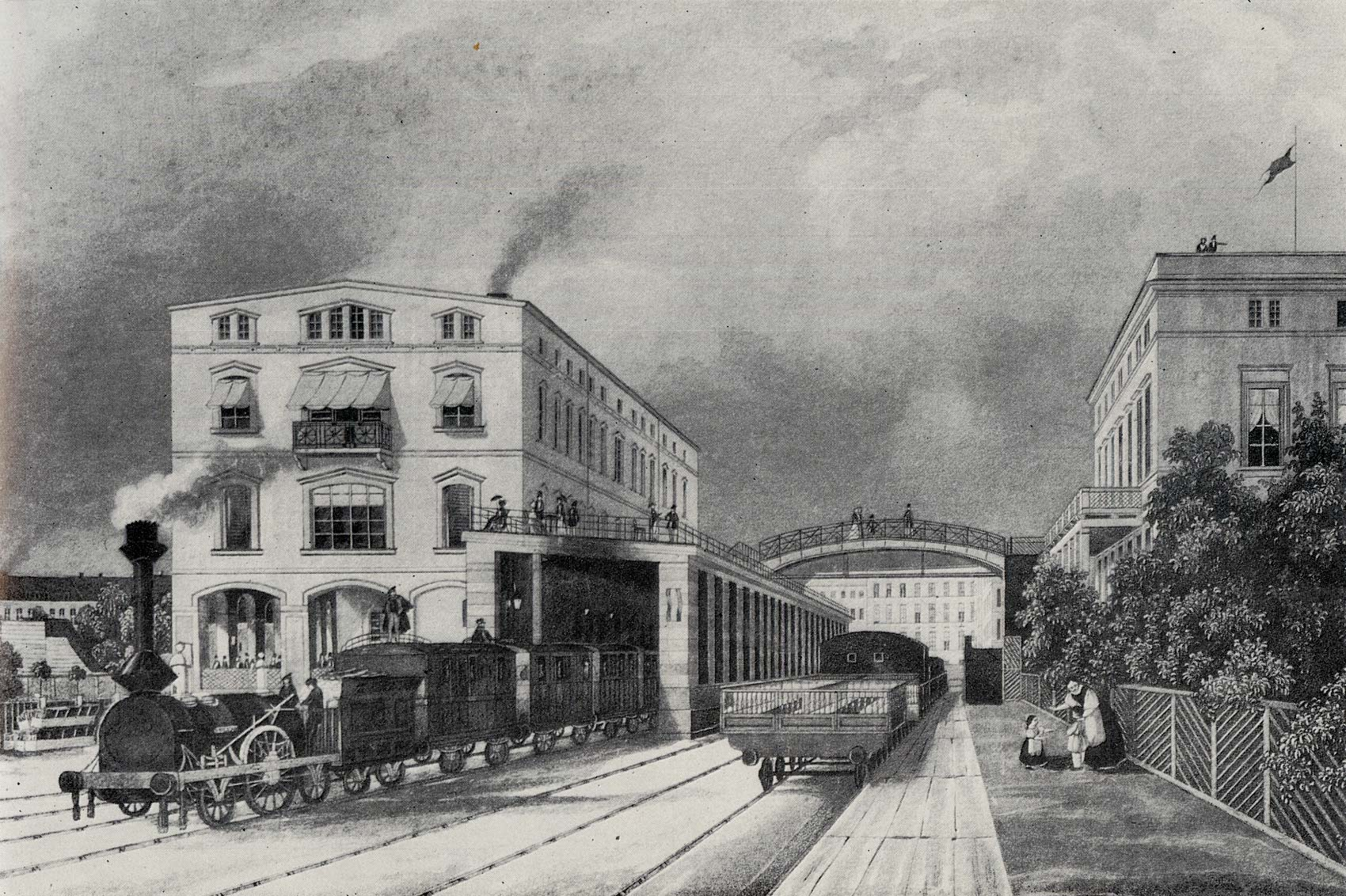
1843年的波茨坦车站

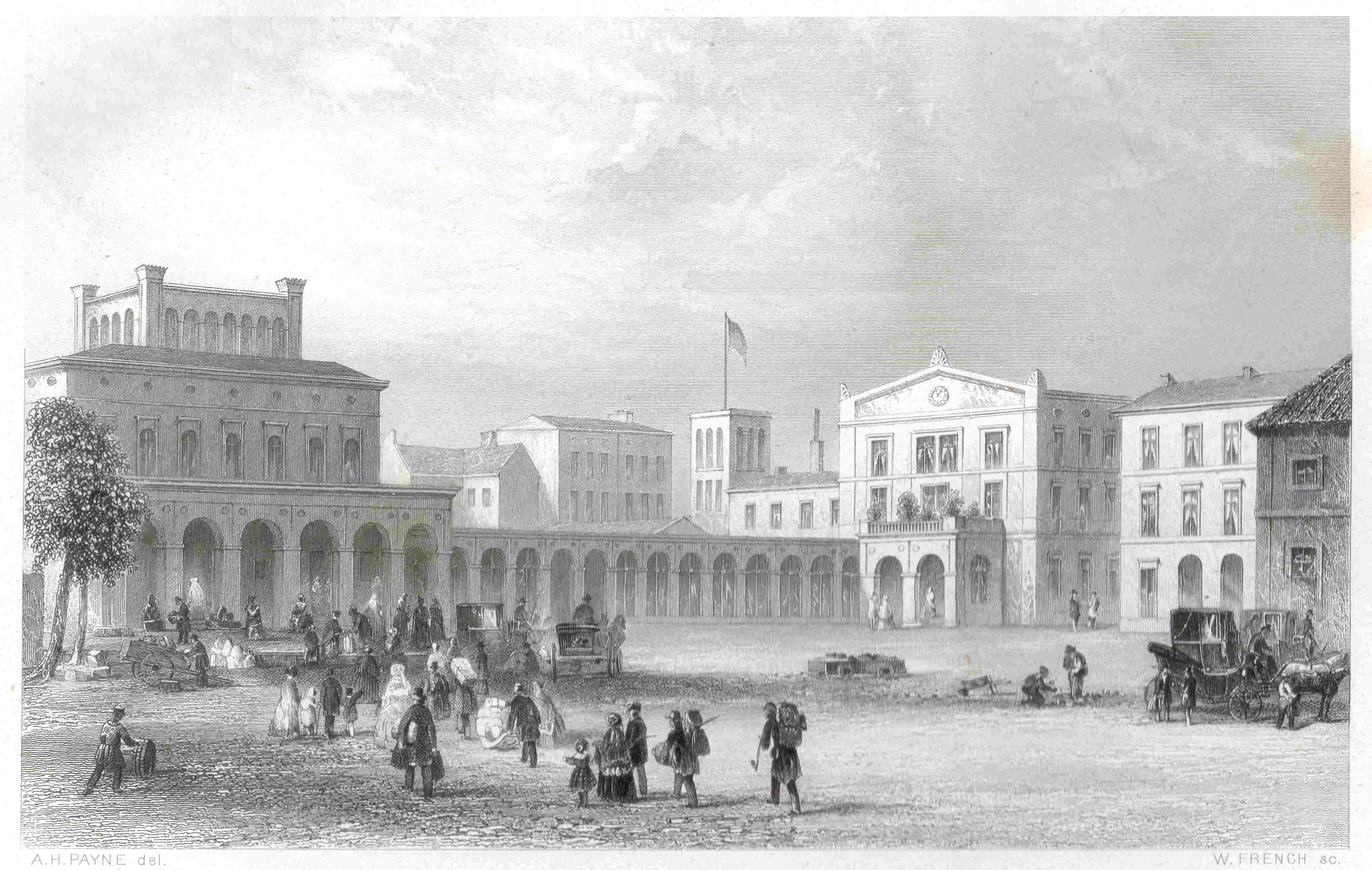
1850年的波茨坦车站

在柏林分裂以前，波茨坦广场的地面曾有一座名为“波茨坦车站”（Potsdamer Bahnhof）的尽头式车站，在此通过所谓的“主线铁路”——即普鲁士最古老的铁路线，列车可通往波茨坦和马格德堡，甚至进一步抵达德国西部。该站作为柏林的首座车站，早在1838年便于柏林关税墙的波茨坦门前开业。它建于当时被称为“大白地”（Großen Bleiche）的地块，这是从里克斯多夫和柏林弟兄会手中购得。
首座波茨坦车站一直存在至1869年。此后，一个新的设施是由尤里乌斯·路德维希·夸索夫斯基所设计，它包含有5个月台和4条到发线，以及一幢173米长和36米宽的大堂。这个斥资334万金马克建设的新建筑于1872年8月30日由德皇威廉一世主持落成典礼。车站的中间凸出部分（前庭）是以拱形勾勒出佛罗伦萨式宫殿的风格。至1890年，经常使用车站的旅客超过300万人次。因此尽头式车站自身需要进行扩建以应对市郊运输。后者于1891年开业。
至1930年，波茨坦车站共由3个附属车站分别负责客运：
- 西侧为用于万湖铁路（德语：Wannseebahn）的复线同名车站；
- 中部为四线长途车站，用于通往波茨坦、勃兰登堡、和马格德堡（部分可进一步进入哈茨山或通往汉诺威－鲁尔区／克赖恩森－卡塞尔－法兰克福方向）的列车；
- 东侧为四线的环线及市郊车站，用于经由市郊铁路通往利希特费尔德（德语：Berlin-Lichterfelde）和措森、以及经由南环急转弯（德语：Südringspitzkehre）通往柏林环线铁路（德语：Berliner Ringbahn）的南环列车。南环急转弯在遭受1944年的空袭毁坏后没有继续修复，自那时起快铁列车开始作为全环运行（1944－1961年和自2006年）。

在1920年代和1930年代，波茨坦广场成为了欧洲最繁华的广场之一。大量的酒店、餐厅，尤其是祖国之家的开业加深了这一区域作为娱乐区的名声。此外，许多写字楼、银行，以及政府机构（包括新、旧总理府）都在这附近开设。
由于在第二次世界大战期间遭受了相当大的破坏，德意志国铁路在战争结束前便停止了车站的营运。至1945年9月27日，当局决定正式关闭波茨坦车站。然而受到战争最后一天柏林南北隧道水浸的影响，运行于万湖铁路的快铁列车需要继续使用设于地面的波茨坦环线车站作为换向设施，直至1946年。
波茨坦车站的站房遗址和轨道前地在战后被纳入米特区，从而归属东柏林管辖。但作为奠定领土范围的狭长地带，它一直延伸至兰德维尔运河，夹在当时的西柏林行政区克罗伊茨贝格和蒂尔加滕之间。在东德于1972年的一次领土交换中，这片三不管地帶被割让至西柏林。在波茨坦广场至兰德维尔运河之间的轨道设施很大程度上位于如今的蒂拉·杜留克丝公园之内，而其东侧紧邻的住宅则被一直延伸至克滕大街。

### 货运车站
波茨坦货运站（Potsdamer Güterbahnhof）位于兰德维尔运河南侧，其西邻邓内维茨大街和弗洛特维尔大街，南接约克大街，东部则与地铁三角铁路站和安哈尔特货运站相连。那里除了设有柏林珀格车辆段（Bw Berlin Pog）外，还可供客运机车进行维护，以及作为长途、市郊和环线列车的停放点使用。
为了建设波茨坦广场旁的新城区与蒂尔加滕隧道之间的连接，这里设立了一座大型的建设物流中心，以装卸在工地卡车和货运车厢之间交换的挖掘土方及所需建材。有及于此，万湖铁路的货运轨道被限制使用。此举是为了使大型建筑地盘的卡车避免经由市中心的街道行驶。当局为此甚至还单独新建了一座跨越兰德维尔运河的桥梁供施工卡车使用。
从1995年至2006年间，在原货运站的场地相继创建了连接南北干线铁路隧道的南匝道及隧道入口，其4条管洞可使南北走向的铁路长途运输通过中心区域去往新的火车总站。
自2006年8月26日起，波茨坦货运站和安哈尔特货运站的场地开始被改造为占地26公顷的绿化带——三角铁路公园。公园的第一部分于2011年9月2日开放。第二部分，即西侧的部分则随后于2013年5月31日开放。

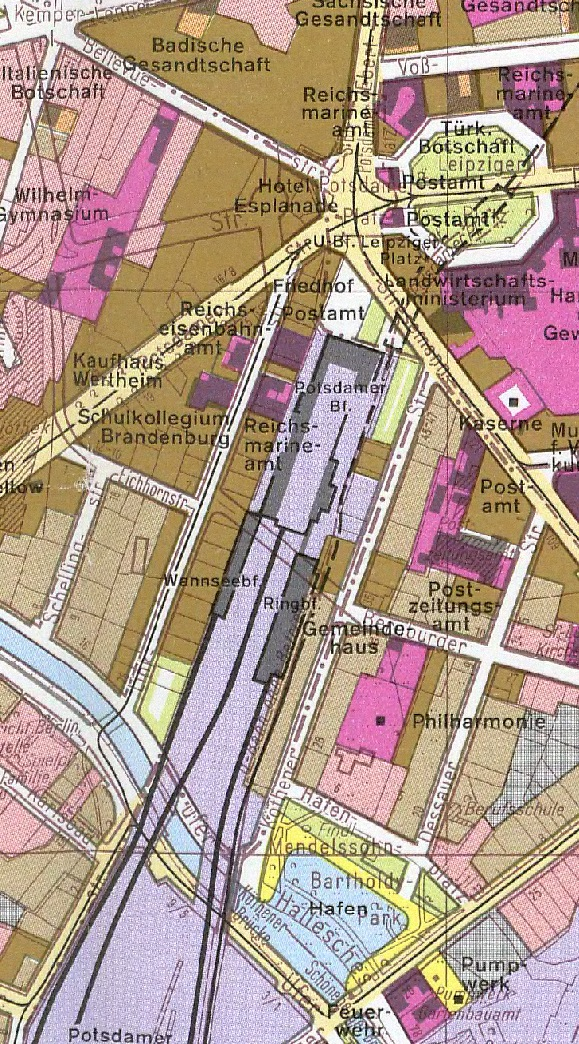
包含万湖站及环铁站的波茨坦车站不动产地图（1910年），在1980年至1985年的街道走向以浅棕色标示

### 万湖车站
西邻长途车站的波茨坦万湖车站（Potsdamer Wannseebahnhof）主要由万湖铁路上的的市郊列车服务。在南北快铁隧道投入运营后，万湖车站又进行了容量扩充以服务于波茨坦长途车站。长途和万湖车站最终都于1944年关闭。

### 环铁及市郊车站
长途车站的东侧坐落着波茨坦环铁及市郊车站（Potsdamer Ring- und Vorortbahnhof）。这里是供运行于柏林环线铁路的列车、以及经由安哈尔特市郊铁路和德累斯顿铁路至利希特费尔德东站或措森的市郊列车所使用。其中针对环铁列车设有一座带两条机走线的独立站台，而对于市郊铁路，自1903年起开通了电气化运营，可一直延伸至利希特费尔德东站。随着南北隧道的南段完工，通往安哈尔特铁路的快铁列车自1939年11月6日起可以开始使用位于地下新落成的波茨坦广场车站。
直至1944年，从南环铁路驶来的列车仍然会在环铁车站终到。它们必须在那里“换向”，并返回南环方向。在1943年11月24日的空袭中，盟军摧毁了波茨坦广场周边的大部分地区。自1944年中期起，环铁列车不再驶入波茨坦车站，而是采取全环运行。当兰德维尔运河下方的南北快铁隧道在战争的最后几天拆除，以及地铁网络遭受大范围水浸后，环铁车站又重新开放供运行于万湖铁路的快铁列车使用，直至1946年。
在德国车站运营点目录中，波茨坦环铁及市郊车站的代码标识为。

## 波茨坦广场快铁车站

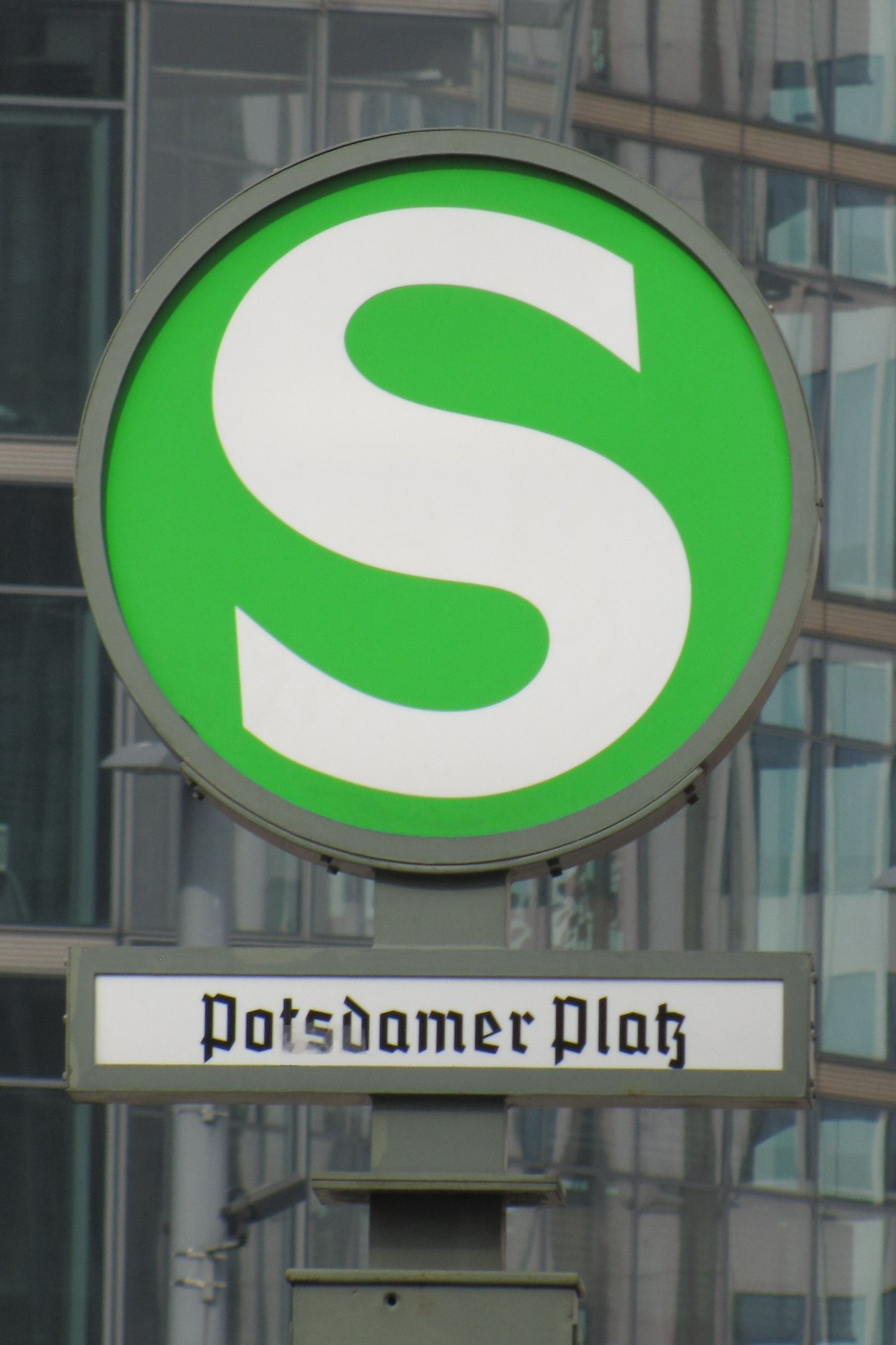
波茨坦广场车站的快铁标识

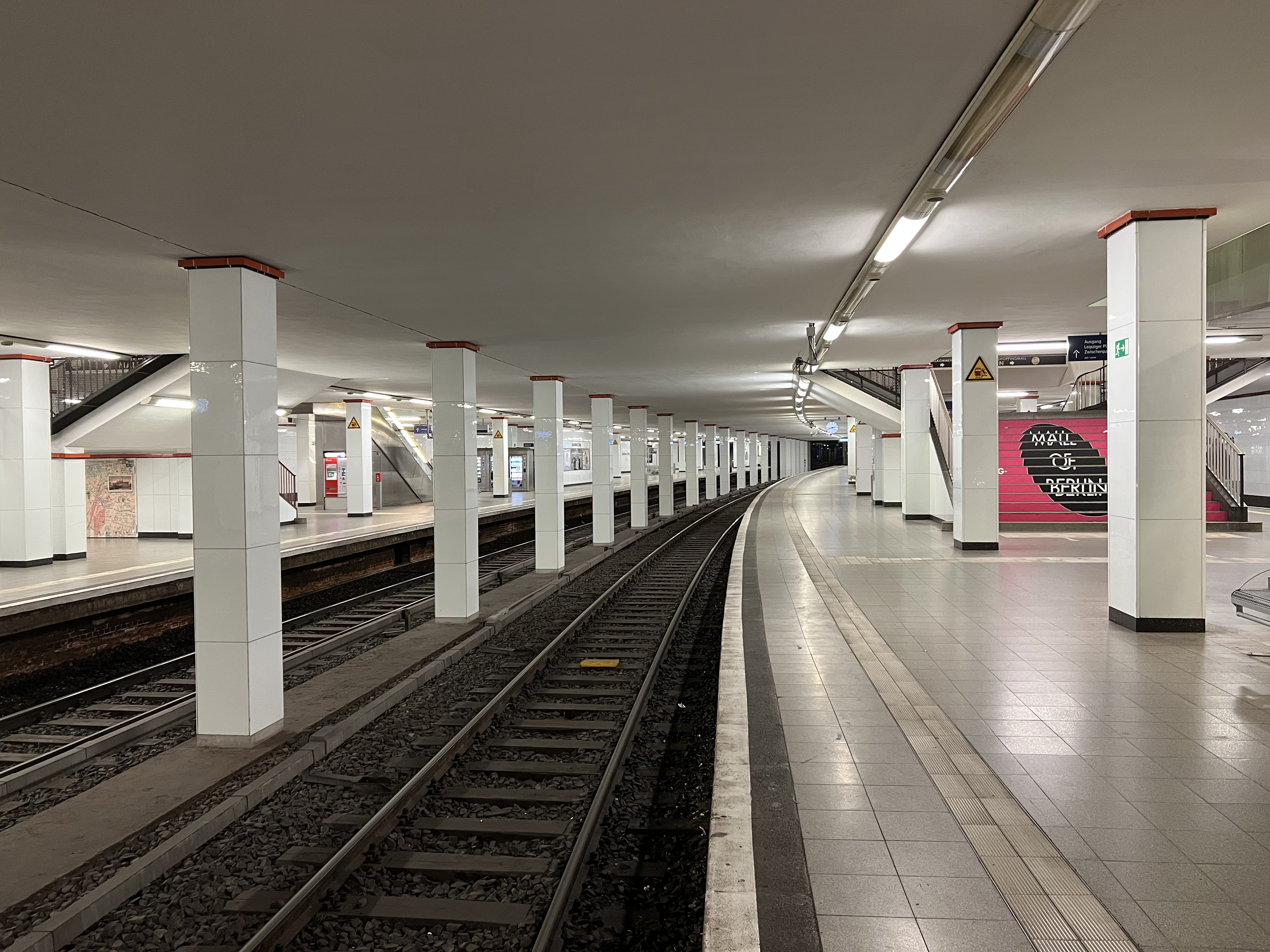
设于地下的波茨坦广场快铁站

用于南北快铁的隧道连接了当时柏林一些重要的长途车站，其中包括斯德丁车站（现柏林北站）、波茨坦车站和安哈尔特车站（均为尽头式车站）以及腓特烈大街车站（通过站）。线路南段根据理查德·布拉德曼的规划，以隧道站的模式兴建了波茨坦广场车站，并于1939年4月15日通车。它最初设有两个岛式月台及相邻的4条到发线，其中中间的2条轨道是为线路扩张的接入作预留。
车站被设计为南北快铁隧道中各两条南北分支的中央换乘枢纽。根据当时的规划，环铁列车将驶入地下的波茨坦广场车站以取代地面的环铁车站，并进一步向北经由莱尔特车站通往北环。为此，北向的隧道尽头一直修建至贝尔大街，它被用作一个铁路停车场，并在柏林铁路业者中以行话“厢座”（Heuboden）而著称。同时南向也在十数年间仍然保有线路继续扩展的机会，尽管因大规模城市建设的干预而遭到历史性限制。柱廊公园的构筑物在1990年代末曾考虑设立一条建造费用和空间高度都与门德尔松·巴托尔迪公园地铁站相平行的地铁线路。而作为S21线快铁方案的组成部分，原计划如今又以类似的方式被重新采纳，其中北侧的部分，即经过现火车总站的路段已开始动工。
在1961年至1989年的柏林分裂时期，车站正好处于柏林墙下方。期间作为车站而言它已被关闭，同时成为一座有列车经过但不停靠的幽灵车站。快铁车站如今已被纳入受保护建筑。
在1990年代波茨坦广场及莱比锡广场的新发展过程中，快铁车站曾设想设立一个小结构的东入口。然而，这个由奧斯瓦爾德·馬蒂亞斯·翁格爾斯所设计、灵感来源于原波茨坦门容积的概念从未投入实施。

## 波茨坦广场区域车站

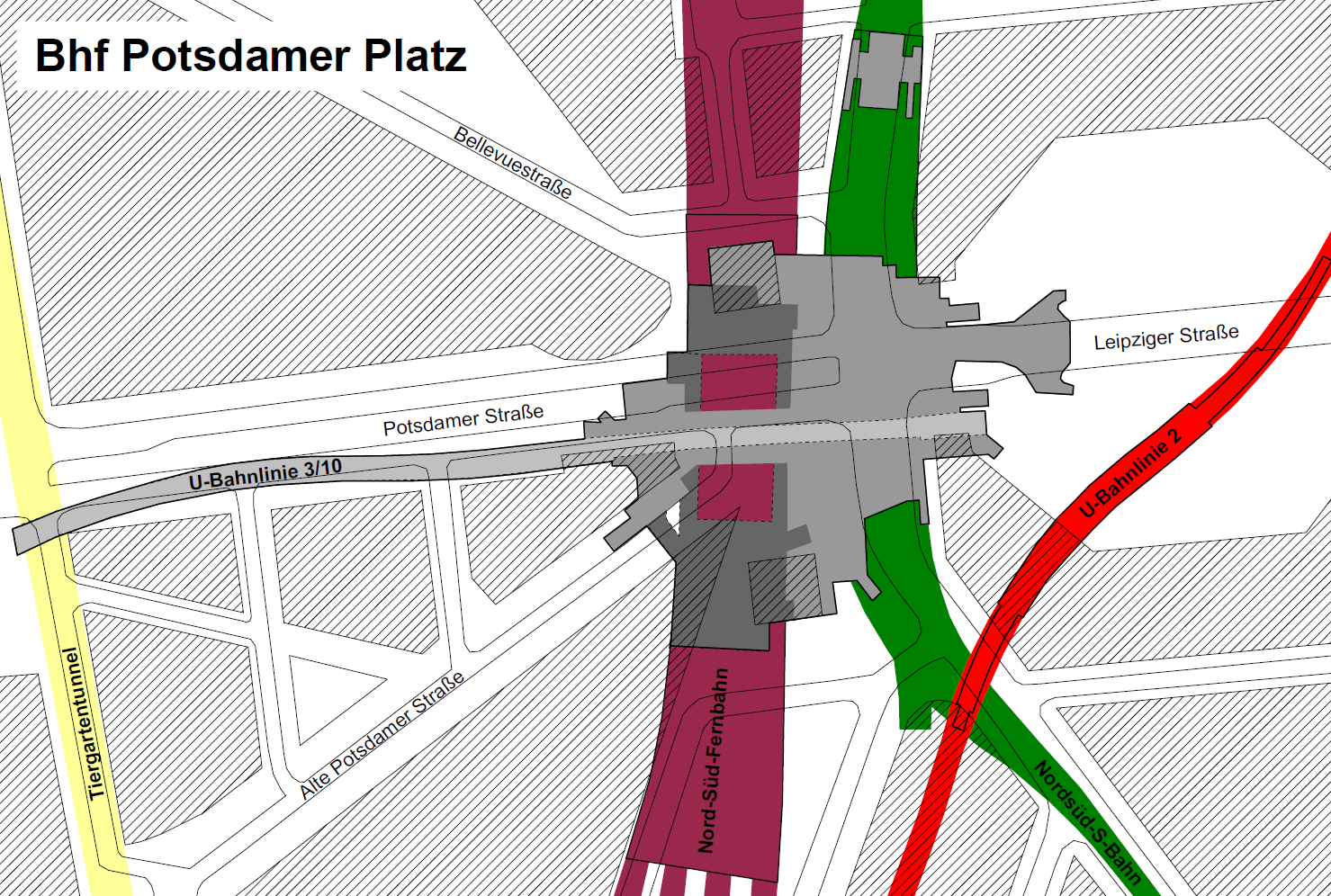
当前规模的地下车站复合体

毗邻快铁车站的是一座被命名为波茨坦广场车站（Bahnhof Potsdamer Platz）、同样采用通道结构并在2006年通车的区域铁路车站。从铁路营运的角度来看，这是在提供长途及区域运输的四线南北干线铁路上、从火车总站至南十字车站之间的一个停车点。这座260米长、50米宽和距地面20米深（轨道层）的建筑物共设有4条到发线及居中的两座岛式月台。目前在波茨坦广场车站办理乘降的区域快车线路包括RE3线、RE4线和RE5线。这里也提供通往快铁、地铁以及大量经停波茨坦广场的巴士线路的换乘连接。
该站是根据建筑师联合体“波茨坦广场车站建筑师”（Bahnhof Potsdamer Platz Architekten, BPA）的设计所建造，该联合体是由希尔默与萨特勒及阿布雷希特建筑事务所、赫尔曼+奥特尔建筑事务所（Hermann + Öttl）和摩德索恩·弗莱尔西本（Modersohn Freiesleben）所组成。
在车站投入使用前的交通预测中，每日约有80000名旅客在此乘降，其中包括50000名在区域车站层面的旅客和30000名换乘至地铁或快铁的旅客。
车站的建设始于1995年。根据规划，建筑的主体结构已在1997年春季完工，而1997年至1999年间应进行内部装修。车站的投入运行则计划在2002年实现。然而在2002年公布的规划中，车站将延后在2005年投入运行，即火车总站计划通车日期的半年前。最终，车站是在2006年5月末的运行图调整中开放使用。在开通初期，每日共有116班区域铁路列车在此停靠。

## 地铁站

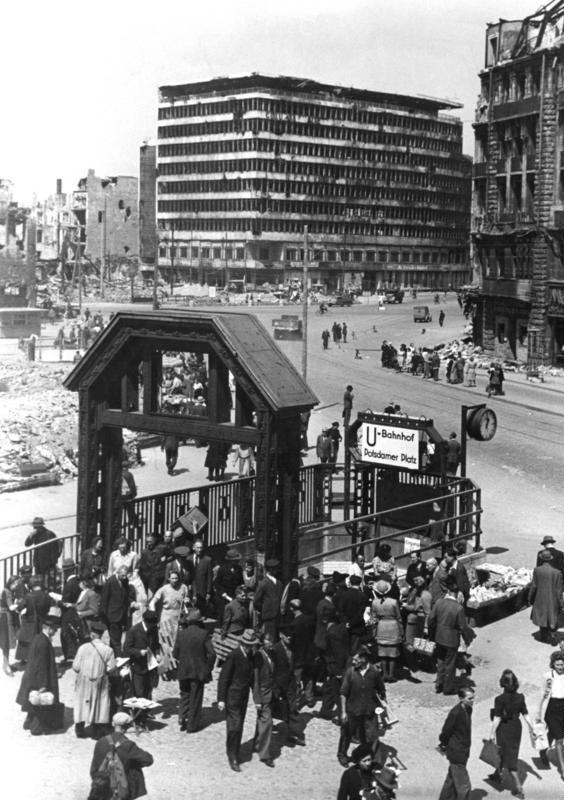
西邻波茨坦广场的地铁站入口，1946年

尽管在波茨坦广场地下建有三座地铁站，但只有一座是处于营运状态。其中第一座仅在开放五年后便关闭；第二座则营运超过了100年（但中断了31年），而第三座则有可能无法投入营运。

### 旧波茨坦广场地铁站
在首条柏林地铁线于1902年2月11日建成通车时，便已存在有一座位于波茨坦广场的地铁站。与其它所有设于地下的“地铁主线”（Stammstrecke）车站一样，该站采用的是侧式月台布局。它最初是作为从三角铁路站往市中心方向的线路分支的终点站。在筹备续建从市中心线路至斯皮特尔市集时，一座位于莱比锡广场地下的同名车站开始建造，它紧邻波茨坦广场东侧，并于1907年投入营运。因此，在当时尚未老旧的波茨坦广场首座地铁站被迫关闭，并在原址设立了一个换向设施。

### 波茨坦广场地铁站（U2线）

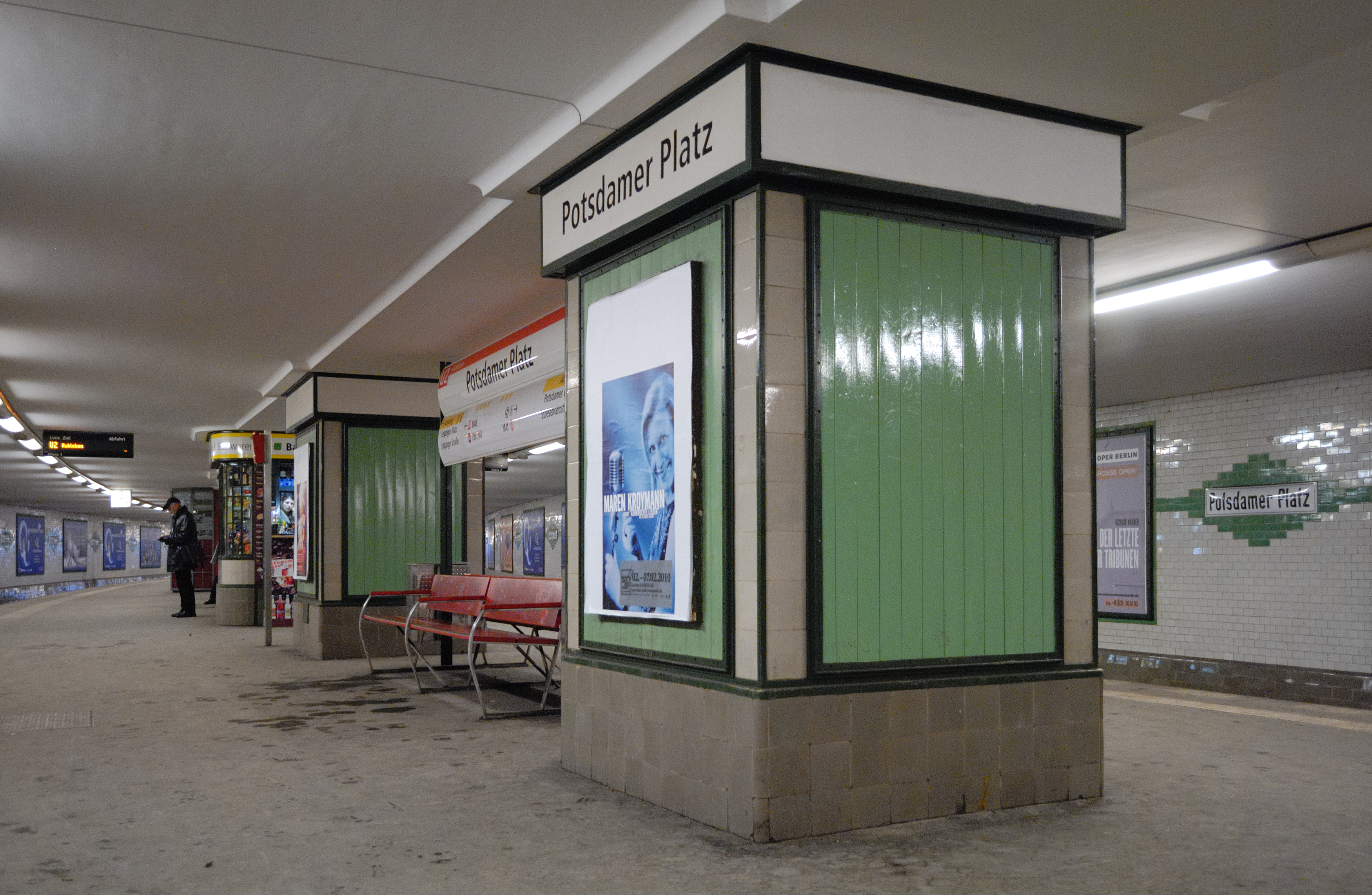
U2线月台

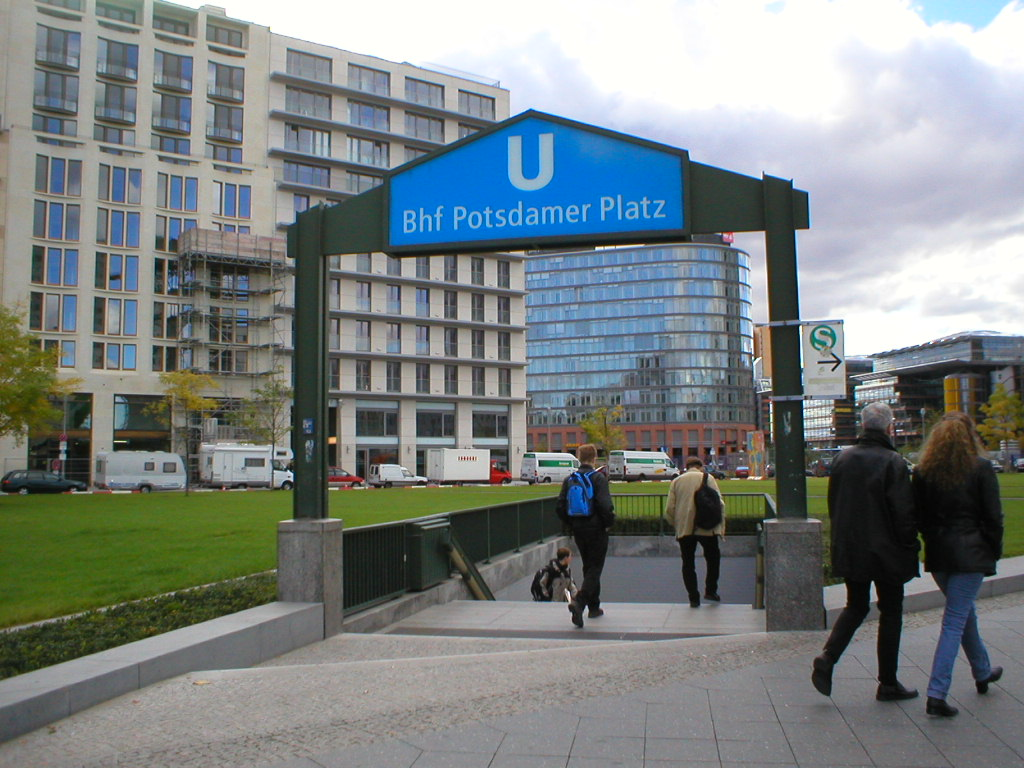
东接莱比锡广场的地铁站入口，2003年

配备一个岛式月台的莱比锡广场地铁站在广场下方设有一条行人隧道通往韦特海姆百货公司（隧道仍然存在）。该站于1923年更名为波茨坦广场站，并一直沿用至今。
在柏林分裂期间，自1930年起通往潘科（维内塔街）的内城线路被迫中断。由于波茨坦广场地处边境设施的正下方，西侧的地铁站仍可使用东侧的部分路网。而西部路网的使用则自1961年起遭到市议会的否决。车站被取代用作东柏林地铁A线的停车场，服务于进一步终到（特尔曼广场，后称奥托·格罗提渥大街，如今又恢复为莫伦大街）的车站。直至1993年，当柏林地铁U2线的两半部分重新合并后，波茨坦广场地铁站才再次投入营运。它是柏林所有仍保持原始风貌的地铁站中最古老的一座，因此也被纳为受保护建筑。
在波茨坦广场的区域车站和快铁车站之间有彼此相连的地下通道，但从地铁站则没有任何地下换乘通道连接至其它车站部分。2009年，一部升降机在地铁站内投入使用。从此该站可实现无障碍通行。

### 波茨坦广场地铁站（U3线）
对于地铁U3线的远期新规划，波茨坦广场区域车站在建设的过程中便已预留构筑了地铁站的主体结构。这条线路在远期应从白湖经由亚历山大广场及波茨坦广场通往选帝侯大街。供临时使用的月台和面积达6500平方米的隧道部分设施已以“U3线车站”的名义可提供活动租赁。
在规划中的U3线地铁站的前期构筑物中，它是以东西走向跨越区域车站和快铁车站。该站设有两座侧式月台，介乎于街面层和分布层之间。在莱比锡广场的两个东出入口已筹备就绪。通过月台侧壁的带形窗可以见到区域车站的月台。

## 运营
波茨坦广场车站有多条区域铁路线路、快铁线路和地铁U2线在此停靠，并提供换乘至各种巴士线路的连接。

### 区域铁路
| 线路  | 走向                                                                                                   | 走向                                                                                                   | 走向                                                                                                   |
| ----- | --- | --- | --- |
| RE 3  | 埃尔斯特韦达 － 文斯多夫-瓦尔德斯塔特 － 柏林波茨坦广场 － 埃贝尔斯瓦尔德 － 安格尔明德 －             | 埃尔斯特韦达 － 文斯多夫-瓦尔德斯塔特 － 柏林波茨坦广场 － 埃贝尔斯瓦尔德 － 安格尔明德 －             | 普伦茨劳 － 格赖夫斯瓦尔德 － 施特拉尔松德                                                             |
| RE 3  | 埃尔斯特韦达 － 文斯多夫-瓦尔德斯塔特 － 柏林波茨坦广场 － 埃贝尔斯瓦尔德 － 安格尔明德 －             | 埃尔斯特韦达 － 文斯多夫-瓦尔德斯塔特 － 柏林波茨坦广场 － 埃贝尔斯瓦尔德 － 安格尔明德 －             | 施韦德特                                                                                               |
| RE 4  | 于特博格 － 路德维希费尔德 － 柏林波茨坦广场 － 柏林-斯潘道 － 达尔戈-德贝里茨 － 武斯特马克 － 拉特诺 | 于特博格 － 路德维希费尔德 － 柏林波茨坦广场 － 柏林-斯潘道 － 达尔戈-德贝里茨 － 武斯特马克 － 拉特诺 | 于特博格 － 路德维希费尔德 － 柏林波茨坦广场 － 柏林-斯潘道 － 达尔戈-德贝里茨 － 武斯特马克 － 拉特诺 |
| RE 5  | 路德城维滕贝格 －                                                                                      | 于特博格 － 柏林波茨坦广场 － 奥拉宁堡 － 诺伊斯特雷利茨 －                                            | 居斯特罗 － 罗斯托克                                                                                   |
| RE 5  | 法尔肯堡 (埃尔斯特) －                                                                                 | 于特博格 － 柏林波茨坦广场 － 奥拉宁堡 － 诺伊斯特雷利茨 －                                            | 新勃兰登堡 － 施特拉尔松德                                                                             |
| RB 19 | 柏林健康泉 － 柏林波茨坦广场 － 柏林-舍讷费尔德机场 － 吕本 － 森夫滕贝格                              | 柏林健康泉 － 柏林波茨坦广场 － 柏林-舍讷费尔德机场 － 吕本 － 森夫滕贝格                              | 柏林健康泉 － 柏林波茨坦广场 － 柏林-舍讷费尔德机场 － 吕本 － 森夫滕贝格                              |

### 快铁／地铁
| 线路                           | 走向 |
| ------------------------------ | --- |
|                                | 奧拉寧堡 － 萊尼茨 － 博格斯多夫 － 比肯韋德 － 上諾伊恩多夫 － 弗羅瑙 － 黑姆斯多夫 － 魏德曼斯卢斯特 － 维特瑙 － 威廉斯鲁 － 申霍爾茨 － 沃蘭克大街 － 博恩霍尔姆大街 － 格孙德布伦嫩 － 洪堡海恩 － 北站 － 奧拉寧堡街 － 腓特烈大街 － 勃蘭登堡門 － 波茨坦廣場 － 安哈特 － 約爾克街 － 尤利乌斯·莱贝尔桥 － 舍訥貝格 － 弗里德瑙 － 費爾巴哈街 － 施泰格利茨區政府 － 植物園 － 利希特費爾德西 － 孙德高街 － 采倫多夫 － 墨西哥廣場 － 施拉赫滕湖 － 尼古拉湖 － 萬湖 － 格里博尼茨湖 － 巴伯尔斯贝格 － 波茨坦 |
|                                | 贝尔瑙 － 贝尔瑙-弗里登斯塔尔 － 采珀尼克 － 伦琴塔尔 － 布赫 － 卡罗 － 布兰肯堡 － 潘科-海讷斯多夫 － 潘科 － 博恩霍尔姆大街 － 格孙德布伦嫩 － 洪堡海恩 － 柏林北站 － 奥拉宁堡街 － 腓特烈大街 － 勃蘭登堡門 － 波茨坦广场 － 安哈特 － 约克大街 － 南十字 － 普里斯特路 － 阿提拉大街 － 马林费尔德 － 布科大道 － 希肖路 － 利希滕拉德 － 马洛 － 布兰肯费尔德 |
|                                | 亨尼希斯多夫 － 海利根湖 － 舒尔岑多夫 － 泰格尔 － 艾希博恩堤道 － 卡尔·邦赫费尔精神科医院 － 旧赖尼肯多夫 － 舍讷霍尔茨 － 沃兰克大街 － 博恩霍尔姆大街 － 格孙德布伦嫩 － 洪堡海恩 － 柏林北站 － 奥拉宁堡街 － 腓特烈大街 － 勃蘭登堡門 － 波茨坦广场 － 安哈特 － 约克大街 － 南十字 － 普里斯特路 － 叙德恩德 － 兰克维茨 － 利希特费尔德东 － 奥斯多费尔大街 － 利希特费尔德南 － 特尔托城 |
| verweis=U-Bahnlinie 2 (Berlin) | 潘科 － 维内塔大街 － 美丽堡大道 － 埃贝尔斯瓦尔德大街 － 泽内费尔德广场 － 罗莎·卢森堡广场 － 亚历山大广场 － 修道院大街 － 边疆博物馆 － 医院集市 － 总督府广场 － 市中心 － 莫伦大街 － 波茨坦广场 － 门德尔松·巴托尔迪公园 － 三角铁路 － 比洛大街 － 诺伦多夫广场 － 维滕贝格广场 － 动物园 － 恩斯特·罗伊特广场 － 德国歌剧院 － 俾斯麦大街 － 索菲·夏洛特广场 － 帝王堤 － 特奥多尔·豪斯广场 － 新韦斯特恩德 － 奥林匹克体育场 － 乌勒本                                                                         |